# جون كون (متسابق يخت)
جون كون (بالإنجليزية: John Coon)‏ هو متسابق يخت أسترالي، ولد في 31 أكتوبر 1929، وتوفي في 27 يونيو 2010.

## وصلات خارجية
- جون كون على موقع أوليمبيديا (الإنجليزية)
- جون كون على موقع اللجنة الأولمبية الأسترالية (الإنجليزية)